# Josep Piqué
Josep Piqué i Camps (ur. 21 lutego 1955 w Vilanova i la Geltrú, zm. 6 kwietnia 2023 w Madrycie) – hiszpański i kataloński polityk oraz ekonomista, działacz Partii Ludowej, parlamentarzysta, w latach 1996–2003 minister w różnych resortach, w tym od 2000 do 2002 minister spraw zagranicznych.

## Życiorys
Ukończył studia prawnicze oraz ekonomiczne na Uniwersytecie Barcelońskim, doktoryzował się na tej uczelni w zakresie ekonomii, jak również pracował na niej jako nauczyciel akademicki. W czasach studenckich działał w lewicowej katalońskiej partii PSUC. Od 1986 do 1988 kierował dyrekcją generalną ds. przemysłu w administracji regionalnej Katalonii. Później zawodowo związany z koncernem chemicznym Ercros, w którym od 1992 do 1996 pełnił funkcję prezesa.
Dołączył do Partii Ludowej. Wchodził w skład pierwszego oraz drugiego rządu José Maríi Aznara jako minister przemysłu i energii (1996–2000), rzecznik prasowy rządu (1998–2000), minister spraw zagranicznych (2000–2002) oraz minister nauki i technologii (2002–2003). W latach 2000–2003 sprawował również mandat posła do Kongresu Deputowanych VII kadencji.
W 2003 odszedł z rządu, by zaangażować się w regionalną kampanię wyborczą Partii Ludowej. W latach 2003–2007 był przewodniczącym struktur regionalnych swojego ugrupowania, posłem do katalońskiego parlamentu i członkiem hiszpańskiego Senatu.
W 2007 wycofał się z działalności politycznej, został wówczas prezesem tanich linii lotniczych Vueling Airlines, którymi zarządzał do 2013. W 2012 jako przedstawiciel hiszpańskiego rządu wszedł w skład zarządu koncernu EADS, a w 2013 do władz kompanii budowlanej Obrascón Huarte Lain.
W 2001 odznaczony Krzyżem Wielkim Orderu Zasługi Rzeczypospolitej Polskiej.